# Тихама

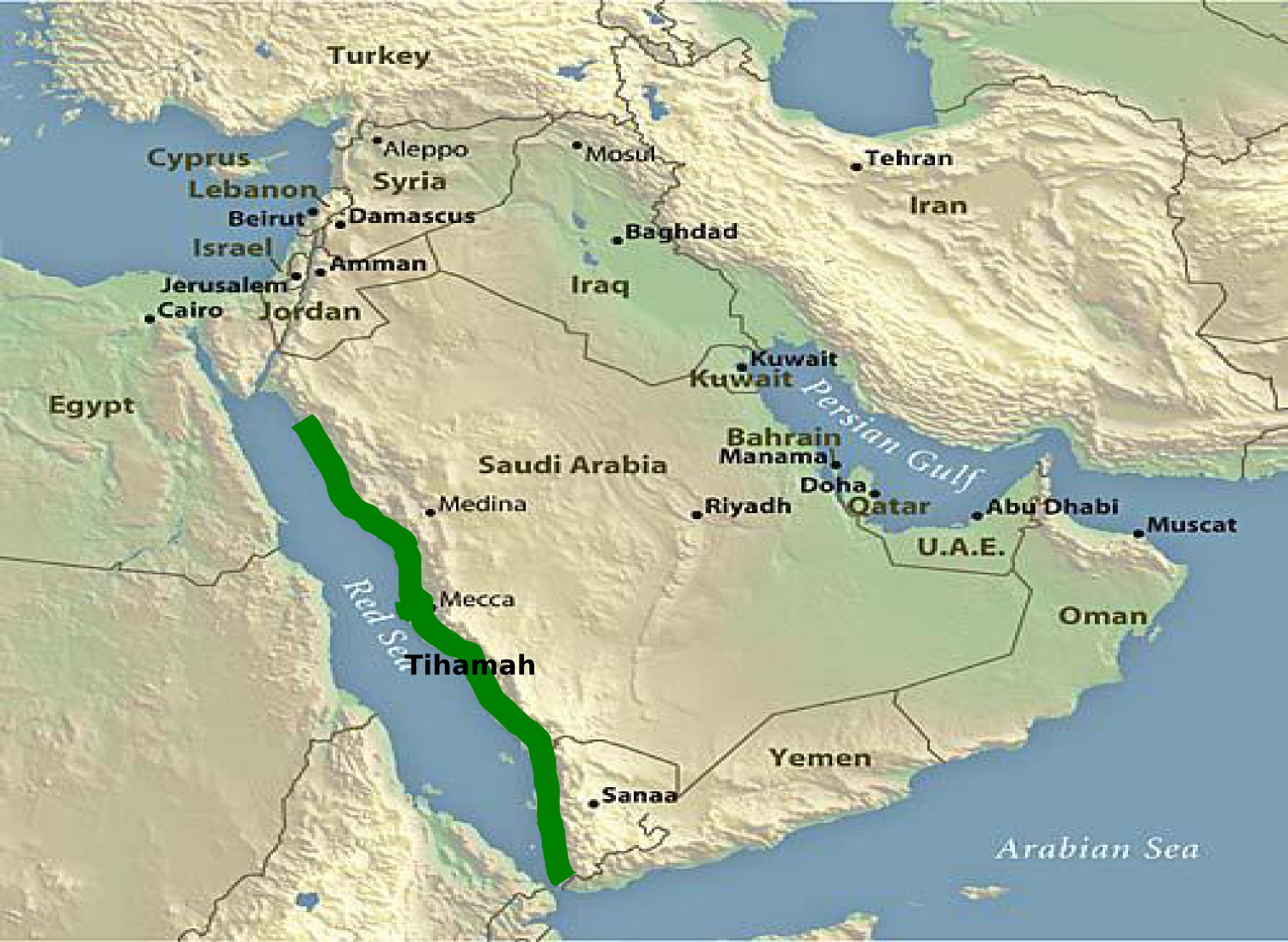
Тихама на карте

Тиха́ма (араб. تهامة‎) — регион, занимающий участок береговой слабонаклонной равнины на западе и юго-западе Аравийского полуострова, преимущественно занятый песчаной пустыней. Располагается между Красным морем и предгорьями хребтов Хиджаза и Асира в пределах Саудовской Аравии и Йемена. Ширина этой прибрежной пустыни колеблется от 5 до 70 км. Поверхность местами нарушается отдельными скальными останцами и многочисленными сухими руслами — вади, пересекающими пустыню с востока на запад. В некоторые из них попадают осадки, выпадающие в горах Эль-Асир.
Климат тропический, пустынный. Осадки выпадают в незначительном количестве — от 30 мм на севере до 150 мм на юге. Средняя годовая температура — +22—24 °С, а температура самого жаркого месяца, июля, превышает +30 °С. Зимние температуры ненамного отличаются от летних. Частые ветры вызывают песчаные бури и пыльные туманы, но почти не приносят дождей. Близость моря, зажатого между пустынями, определяет исключительно высокую влажность воздуха в Тихаме, делая климат сложным для жизни человека.
В Тихаме был расположен один из старейших и крупнейших рынков на Аравийском полуострове, Хубаша.